# Эрнести, Иоганн Август
Иоганн Август Эрнести (4 августа 1707, Тенштедт — 11 сентября 1781, Лейцпциг) — германский научный и духовный писатель, протестантский богослов, профессор классической филологии и теологии в Лейпцигском университете и ректор школы Святого Фомы в Лейпциге.

## Биография
Иоганн Август Эрнести родился в семье пастора. С 20-летнего возраста изучал математику, филологию, философию и богословие, учился в Виттенбергском университете, затем продолжил обучение в Лейпцигском. Закончил философский факультет с учёной степенью в 1730 году, в следующем году стал домашним учителем у детей мэра города и начал преподавать в школе Святого Фомы, которую возглавил в 1734 году. В это же время составил уставы для княжеских школ и гимназий Саксонии. 
В 1742 году был назначен экстраординарным профессором древней литературы в Лейпцигском университете, а в 1756 году возглавил там же кафедру риторики и одновременно стал доктором богословия, получив вместе с тем должность ординарного профессора. В последние годы жизни занимался в основном разработкой реформ в области богословия. Скончался после непродолжительной болезни.
Обработал много образцовых изданий классиков (Ксенофонта, Аристофана, Гомера, Полибия, Светония, Тацита, Цицерона и других).
Прозванный «немецким Цицероном» за свой латинский язык, Эрнести написал следующие работы: «Clavis Ciceroniana» (6-е издание, 1831); «Initia doctrinae solidioris» (1736); «Opuscula varii argumenti» (1794); «Opuscula oratoria» (1762); «Opusculorum oratoriorum novum volumen» (1791). Из его богословских сочинений наиболее известные: «Anti-Muratorius» (1755); «Opuscula theologica» (1773 и 1792); «Opuscula philologo-critica» (1762); «Institutio interpretis Novi Testamenti» (1809).